# Ciara Hanna
Ciara Chantel Hanna (Orange, 20 de janeiro de 1991) é uma atriz e modelo norte-americana. Ela é mais conhecida por interpretar Gia Moran, a Ranger Amarela em Power Rangers: Megaforce, e em Power Rangers: Super Megaforce. Ela também apareceu em America's Next Top Model (ciclo 13), The Bold and the Beautiful, The Protector, Big Time Rush, Revenge, iCarly, Sam & Cat, New Girl, e Anger Management.

## Biografia
Hanna nasceu em Orange, Califórnia. Ela tem uma irmã mais velha, Krystal Hanna, e seu irmão mais novo, Dalton Hanna. Ciara também participou da Martin Luther King High School, em Riverside, Califórnia, graduando-se em 2009.

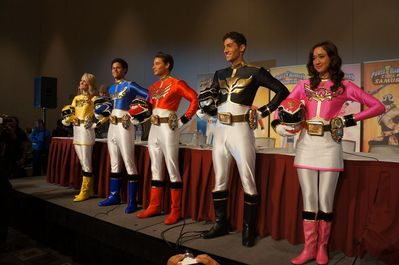
Hanna (primeira à esquerda) na Power Morphicon 3 em Pasadena, Califórnia

Ciara entrou na indústria do entretenimento com 8 anos de idade, viajando ao redor da Califórnia com um grupo de cantores. Aos 10 anos, ela começou como modelo e atriz, produzindo comerciais para Orange e modelagem para empresas como a Mattel, Robinsons May, e Macy's. Em 2012, ela foi anunciada como a Power Ranger Amarela em Power Rangers: Megaforce.

## Filmografia
| Ano       | Título                                    | Papel                      | Notas                                                       |
| --------- | ----------------------------------------- | -------------------------- | ----------------------------------------------------------- |
| 2009      | America's Next Top Model (ciclo 13)       | Ela Mesma (participante)   | Semi-finalista                                              |
| 2010-2011 | The Bold and the Beautiful                | Summer / Forrester Model   | 19 episódios                                                |
| 2011      | The Protector                             | Marci Heller               | "Help" (Temporada 1, Episódio 2)                            |
| 2011      | Big Time Rush                             | Flirty Girl #1             | "Big Time Strike" (Temporada 2, Episódio 24)                |
| 2012      | Revenge                                   | Amy                        | "Infamy" (Temporada 1, Episódio 12)                         |
| 2012      | iCarly                                    | Dana                       | "iGet Banned" (Temporada 6, Episódio 8)                     |
| 2013      | Power Rangers: Megaforce                  | Gia Moran / Ranger Amarela | Elenco principal                                            |
| 2014      | Power Rangers: Super Megaforce            | Gia Moran / Ranger Amarela | Elenco principal                                            |
| 2014      | Blood Lake: Attack of the Killer Lampreys | Nicole Parker              | Filme de TV                                                 |
| 2014      | Sam & Cat                                 | Gibby's date               | "#SuperPsycho" (Temporada 1, Episódio 31)                   |
| 2014      | New Girl                                  | Karli                      | "The Last Wedding" (Temporada 4, Episódio 1)                |
| 2014      | Anger Management                          | Jade                       | "Charlie and Lacey Go for Broke" (Temporada 2, Episódio 80) |
| 2015      | The Unauthorized Melrose Place Story      | Heather Locklear           | Filme de TV                                                 |

| Ano  | Título                       | Papel        | Notas                         |
| ---- | ---------------------------- | ------------ | ----------------------------- |
| 2012 | Camp Virginovich             | Jesse        |                               |
| 2012 | Project X                    | Ecstasy Girl | Não-creditada                 |
| 2013 | Vagary'"                     | Spike        | Pós-produção                  |
| 2013 | All American Christmas Carol | Brandie      | Lançado direto em DVD         |
| 2015 | Pernicious                   | Alex         | Primeira personagem principal |
| 2015 | Limelight                    | Amber        | Pós-produção                  |
| 2016 | The Standoff                 | Christie     | Pós-produção                  |

| Ano  | Título                                   | Artista      | Papel            | Notas               |
| ---- | ---------------------------------------- | ------------ | ---------------- | ------------------- |
| 2009 | "Ayo Technology"                         | Skyla        | Amiga da Skyla   |                     |
| 2010 | "Hey, Baby, Here's That Song You Wanted" | Blessthefall | Namorada do Beau |                     |
| 2011 | "Nothing Without You"                    | AiTan        | Bride            |                     |
| 2012 | "Rock Baby Eye"                          | AiTan        | Dançarina        |                     |
| 2012 | "Blood in My Eyes"                       | Sum 41       | Jessica Kill     |                     |
| 2014 | "Jealous"                                | Nick Jonas   | Garota dançando  | Dançarina principal |
| 2015 | "Cake by the Ocean"                      | DNCE         |                  |                     |